# Péter-hegyi 1. sz. zsomboly
A Péter-hegyi 1. sz. zsomboly egy mesterséges üreg (nem barlang), amely a Duna–Ipoly Nemzeti Park területén elhelyezkedő Ürömön található. Turista útikalauzokban is szerepel.

## Leírás
Üröm külterületén, Rómaifürdő HÉV megállótól kb. 3 km-re, a Péter-hegy ÉNy-i oldalában, kb. 225 m tszf. magasságban van az üreg. Budapest közigazgatási határához közel helyezkedik el a Péter-hegyi 1. sz. zsomboly. A kétbejáratú üreg felső bejárata egy függőleges akna. A 20 m hosszú és 6 m mély üreg egy szögletes formájú folyosóból és az abba torkolló kürtőből áll. Kijárata is szögletes. A Péter-hegyi 1. sz. zsombolytól 16,4 m-re van a Péter-hegyi 2. sz. zsomboly. Mindkettő mesterségesen lett kialakítva, nem pedig természetes eredetűek.
1984-ben volt először Péter-hegyi 1. sz. zsombolynak nevezve az üreg az irodalmában. Előfordul az üreg az irodalmában Péterhegyi I.sz. zsomboly (Bertalan 1976) néven is.

## Kutatástörténet
Az 1950. évi Hidrológiai Közlönyben meg van említve, hogy a Budapest közelében található, de a Pilis hegységhez tartozó Péterhegyi-„zsombolyok” nem valódi zsombolyok, hanem mesterségesen kialakított üregek. Leél-Őssy Sándor erről 1948-ban győződött meg, mert akkor (Bertalan Károly társaságában) kutatott a területen. Az 1952. évi Földrajzi Értesítőben szó van arról, hogy sokszor majdnem megtévesztően hasonló a mesterséges barlang a természetes barlanghoz, és nagyon nehéz tőlük megkülönböztetni. Ilyen pl. a Péter-hegyen lévő két álzsomboly (szabályos kürtővel és anyabarlanggal). Az 1953. évi Földrajzi Értesítőben lévő, Láng Sándor által írt tanulmány szerint Budapest határához közel, a Péter-hegy Ny-i végén látni lehet egy zsombolyszerű képződményt. Ez ott fekszik, ahol a dolomitot dachsteini mészkő váltja fel. Ebben egy 10 m mély akna van, amely átlag 1 m széles. Nem vezet hozzá semmilyen árok, felső részén pedig nincs víznyelő jellegű tölcsér. Kis kiemelkedésben húzódik. Valószínűleg mesterségesen lett létrehozva. Hasonló kifejlődésű aknabarlang a Kevély-nyergi-zsomboly.
Az 1958-ban megjelent és Leél-Őssy Sándor által írt tanulmányban az van írva, hogy a péter-hegyi álzsombolyok kb. 200 m tszf. magasságban fekszenek. A túlságosan szabályos, zsombolyszerű két aknabarlang a Péter-hegy ÉNy-i oldalában, Ürömtől DK-re, kb. 1 km-re helyezkedik el. Mindkettő 5–6 m mély (tölcsérszerű) aknából, majd az akna aljához csatlakozó, 8–10 m-es vízszintes folyosóból áll. A folyosó a második bejáratig vezet. Biztos, hogy mesterségesen hozták létre őket, ezt tanúsítja szabályos alakjuk (egyenes folyosó, párhuzamos oldalfalak) és az, hogy fenekükön nincs törmelékkúp, illetve az is, hogy nem mészkő, hanem dolomit a befoglaló kőzetük. Minden bizonnyal régi (török időkből származó?), katonai létesítmények. A tanulmányhoz mellékelve lett egy térképvázlat, amely a Kevély-hegycsoportot mutatja be. A térképvázlaton megfigyelhető a mesterséges eredetű két üreg földrajzi elhelyezkedése. A rajzon és a szövegben 2-es és 3-as számmal van jelölve a két üreg.
Az 1967-ben kiadott, Pilis útikalauz című kiadványban szó van arról, hogy az ürömi Amfiteátrum kőfejtőtől és az Ürömi-víznyelőbarlangtól D-re lévő Péter-hegy ÉNy-i oldalában található két üreg. Az egyik egy függőleges, kb. 5 m mély akna, a másik pedig egy vízszintes, kb. 10 m hosszú folyosó. Mindkettő mesterségesen lett kialakítva. Az 1974-ben megjelent, Pilis útikalauz című könyvben, a Pilis hegység és a Visegrádi-hegység barlangjainak jegyzékében (19–20. old.) meg van említve, hogy a Pilis hegység és a Visegrádi-hegység barlangjai között vannak a Péter-hegyi üregek. A Pilis hegység barlangjait leíró részben meg van ismételve az 1967-ben napvilágot látott kiadvány Péter-hegyen lévő üregeket bemutató része.
A Bertalan Károly által írt, 1976-ban befejezett kéziratban az olvasható, hogy a Pilis hegységben lévő Kevély-csoportban, Ürömön helyezkedik el a Péterhegyi I.sz. zsomboly. Rómaifürdő HÉV megállótól kb. 3 km-re, a Péter-hegy 226,2 HP-tól 300°-ra, 40 m-re található a Péter-hegyi 2. sz. zsomboly. A Péter-hegyi 2. sz. zsombolytól 20°-ra, 16,4 m-re, kb. 225 m tszf. magasságban van a Péter-hegyi 1. sz. zsomboly bejárata. A 20 m hosszú és 6 m mély 1. számú zsomboly egy szögletes formájú folyosóból és az abba torkolló kürtőből áll. Kijárata szögletes. A kézirat Péter-hegyi 1. sz. zsombolyt ismertető része 3 publikáció alapján lett írva. A Budapest barlangjait bemutató részben szó van két álzsombolyról, melyek a Péter-hegyen, Budapest III. kerületében vannak. A Péter-hegy Ny-i nyúlványán, a 226,2 hp-tól 300°-ra, 40 m-re helyezkednek el. A kürtőjükön kívül mindkettőnek vízszintes, omladozó bejárata van. Nyílt üregek. Hosszuk: 14,4 m + 14,2 m = 28,6 m. Mélység: 6 m. A murvásodó dolomitba vágott folyosóknak egy-egy kürtője van. Állítólag megfigyelőhelyek voltak az első világháborúban. Az álzsombolyokat ismertető rész egy publikáció alapján lett írva.
Az 1984-ben napvilágot látott, Magyarország barlangjai című könyv országos barlanglistájában szerepel a Pilis hegység barlangjai között az üreg Péter-hegyi 1. sz. zsomboly néven. A listához kapcsolódóan látható a Dunazug-hegység barlangjainak földrajzi elhelyezkedését bemutató 1:500 000-es méretarányú térképen az üreg földrajzi elhelyezkedése. Az 1991-ben megjelent, A Pilis és a Visegrádi-hegység című útikalauzban meg van ismételve az 1967-es könyvnek az a része, amelyben a Péter-hegyen lévő üregek vannak említve.

## Képgaléria

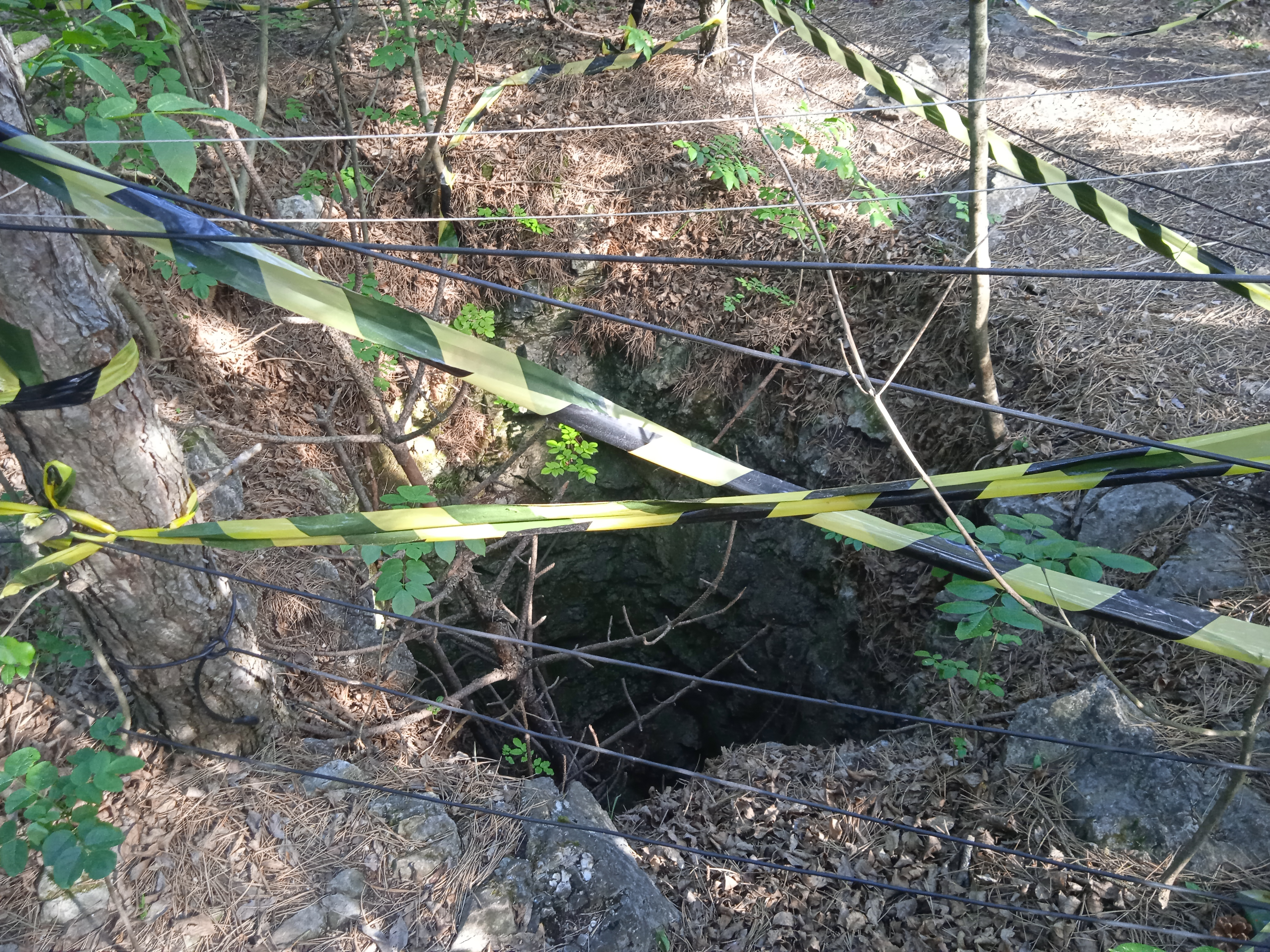
A Péter-hegyi 1. sz. zsomboly aknabejárata
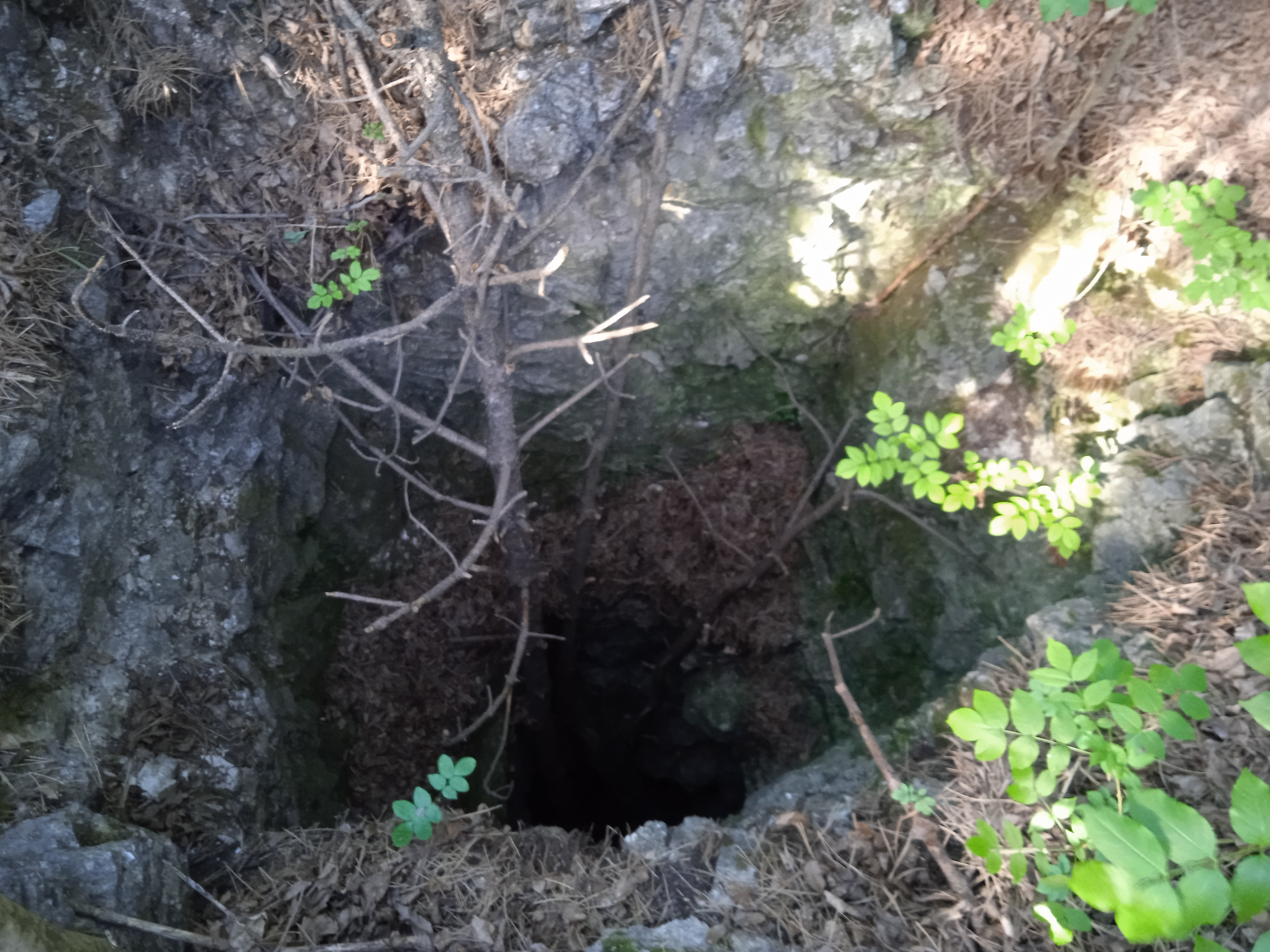
A Péter-hegyi 1. sz. zsomboly aknabejárata
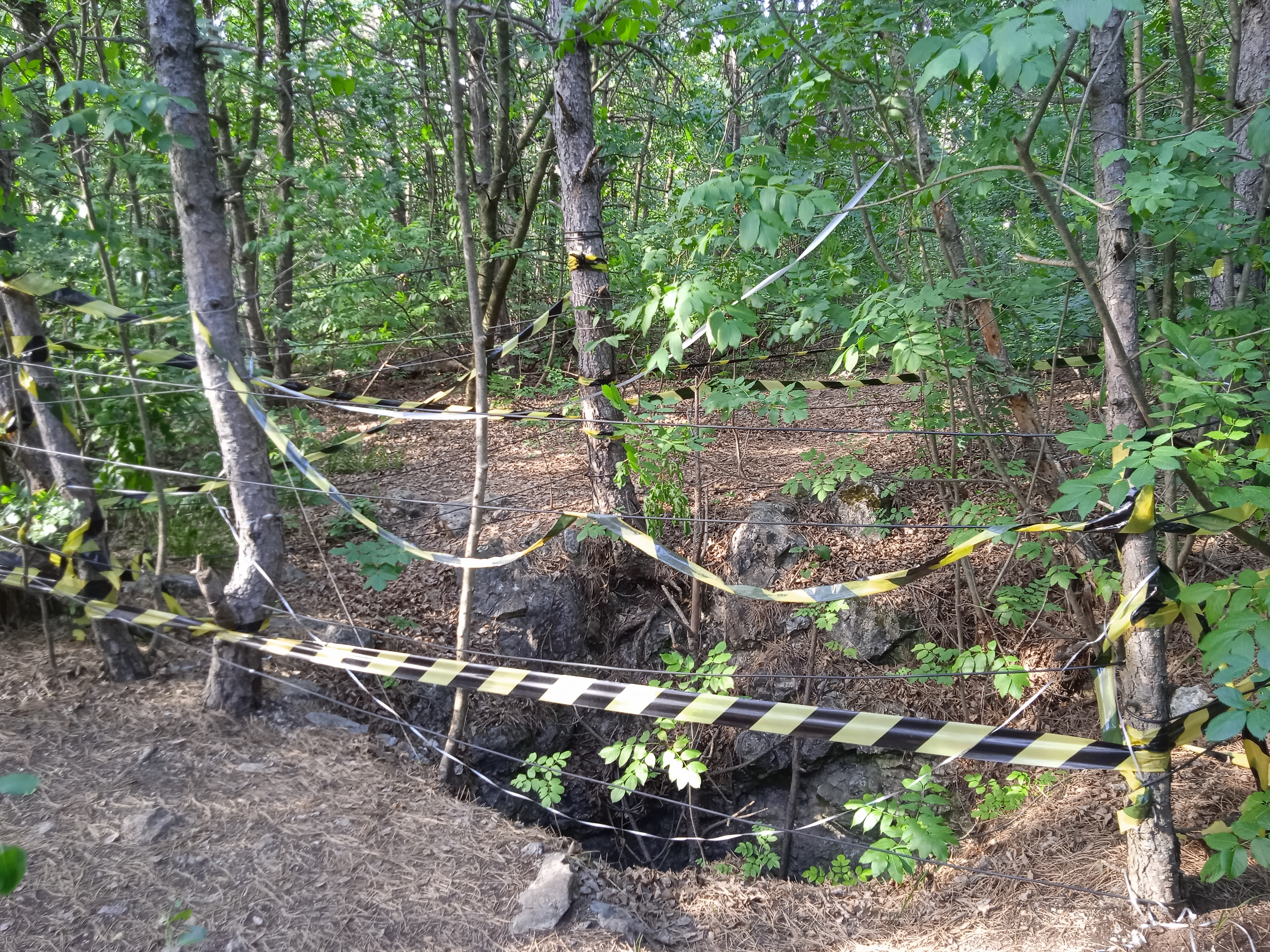
A Péter-hegyi 1. sz. zsomboly aknabejárata
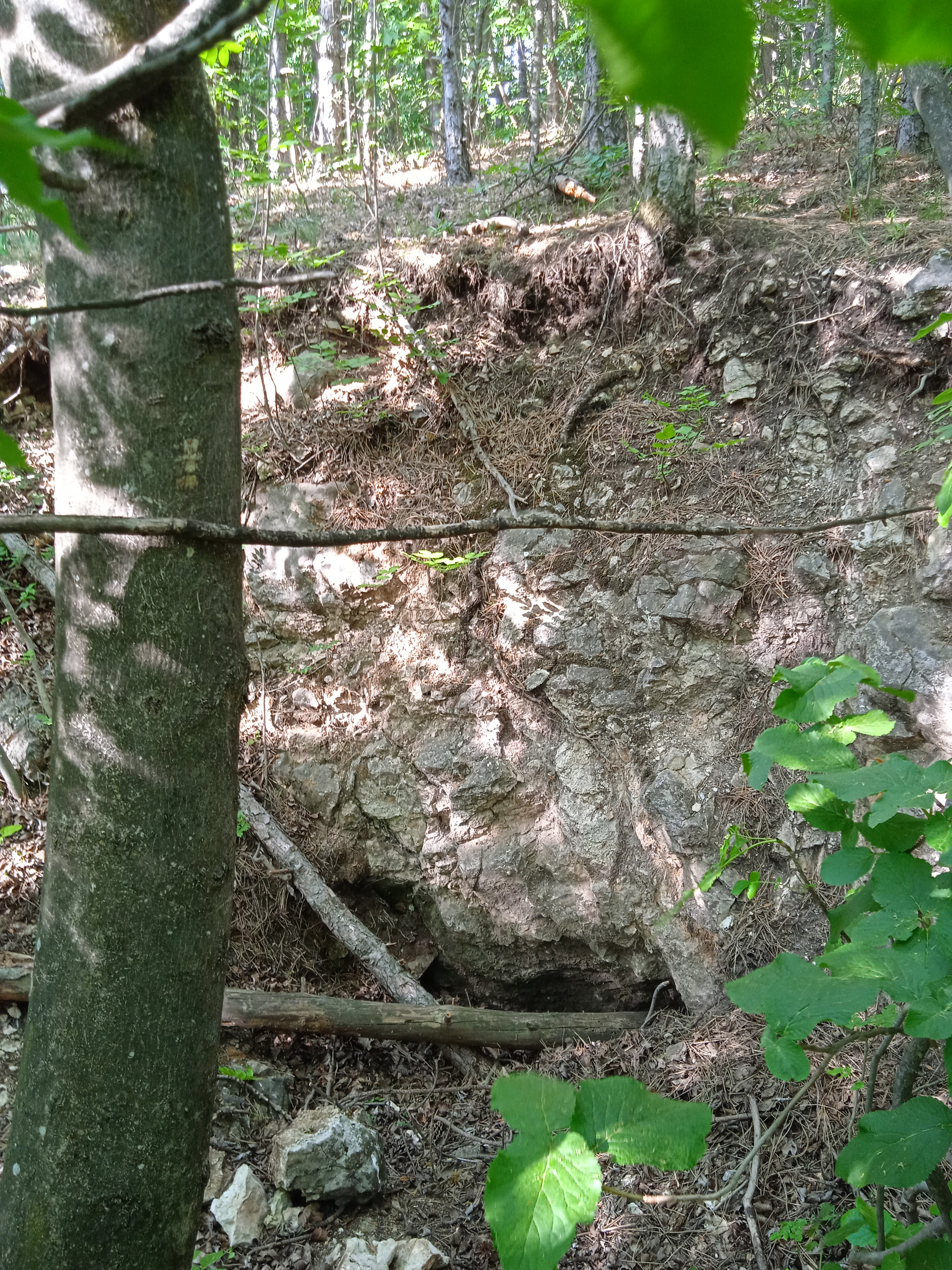
A Péter-hegyi 1. sz. zsomboly alsó, vízszintes bejárata